# Мазероски, Билл
Уильям Стэнли (Билл) Мазероски (англ. William Stanley "Bill" Mazeroski, род. 5 сентября 1936 года) — американский профессиональный бейсболист, всю свою карьеру в Главной лиге бейсбола проведший в клубе «Питтсбург Пайрэтс». Выступал на позиции игрока второй базы. В 2001 году был введён в Бейсбольный зал славы.
Мазероски считается одним из лучших игроков в защите среди игроков второй базы. Он десять раз участвовал в матчах всех звёзд МЛБ и 8 раз получал награду Золотая ловушка. Он был одним из основных игроков «Пайрэтс» в сезонах, когда команда становилась чемпионом Мировой серии. В одной из этих серий — в 1960 году, он выбил победный хоум-ран, принёсший его команде победу как в матче, так и во всей серии. До 1993 года он был единственным игроком, которому покорилось это достижение. И лишь в Мировой серии 1993 года игрок «Торонто Блю Джейс» Джо Картер повторил его достижение.
Во время сезона 2010 года в Питтсбурге, перед входом в правый филд стадиона «PNC-парк», в южном конце Мазеровски Вэй была установлена статуя в его честь. Её установка была приурочена к 50-летней годовщине победы «Пайрэтс» в Мировой серии, которую «Пайрэтс» выиграли благодаря уолк-офф хоум-рану Мазеровски в 7 игре серии. Дизайн статуи был разработан на основе этого события.

## Ранние годы
Мазероски родился в Уилинге, Западная Виргиния в семье польских иммигрантов. Учился в объединённой старшей школе Уорен в Тилтонсвилле, Огайо, где выступал за бейсбольную и баскетбольную команды, причём в бейсбольную команду он попал ещё на первом году обучения.
В 1954 году, когда Биллу было всего 17 лет, он подписал контракт с «Питтсбург Пайрэтс». Первоначально он выступал на позиции шорт-стопа, но вскоре перешёл на позицию игрока второй базы. Дебют Мазероски в МЛБ состоялся 7 июля 1956 года.